# (3453) Dostoevsky

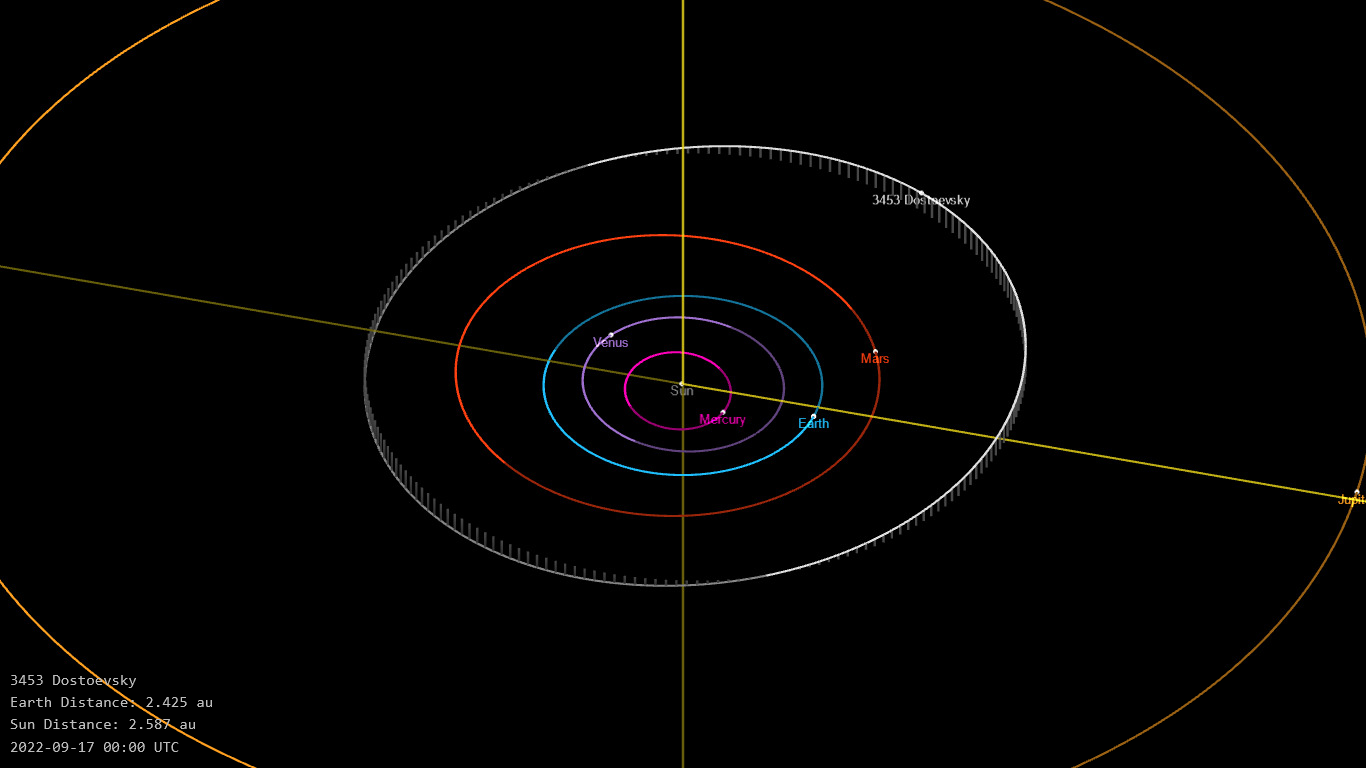

(3453) Dostoevsky est un astéroïde de la ceinture principale.

## Description
(3453) Dostoevsky est un astéroïde de la ceinture principale. Il fut découvert le 27 septembre 1981 à Naoutchnyï par Lioudmila Karatchkina. Il présente une orbite caractérisée par un demi-grand axe de 2,39 UA, une excentricité de 0,09 et une inclinaison de 4,5° par rapport à l'écliptique.

## Compléments